# Рандлит (Јута)
Рандлит (енгл. Randlett) насељено је место без административног статуса у америчкој савезној држави Јута.

## Демографија
По попису из 2010. године број становника је 220, што је 4 (-1,8%) становника мање него 2000. године.
| Група             | 2000.     | 2010.     |
| Белци             | 8 (3,6%)  | 13 (5,9%) |
| Афроамериканци    | 0 (0,0%)  | 0 (0,0%)  |
| Азијати           | 0 (0,0%)  | 0 (0,0%)  |
| Хиспаноамериканци | 19 (8,5%) | 9 (4,1%)  |
| Укупно            | 224       | 220       |